# Alioune Samba
Pour les articles homonymes, voir Samba.
El Hadji Alioune Samba (né en 1948) est un officier général et un diplomate sénégalais. Ancien commandant du Groupement national des Sapeurs pompiers (GNSP), il est depuis mars 2008 l'ambassadeur du Sénégal en Iran.

## Formation
Né le 25 janvier 1948 à Rufisque, il est diplômé de l'Académie royale militaire de Meknès au Maroc et breveté de l’École supérieure de guerre de la République Française.

## Carrière
Jusqu'en 2001, il est administrateur du Service civique national. Il est remplacé à ce poste par le capitaine de corvette Souleymane Diamé Gueye, précédemment Chef du Bureau technique de l’État-Major de la Marine nationale.
En 2004, il est commandant en chef adjoint de la force de l’Opération des Nations unies au Burundi.
Le 1er juin 2006, il est nommé par le président Abdoulaye Wade commandant du Groupement national des Sapeurs pompiers (GNSP), en remplacement du général Ibrahima Gabar Diop qui ira occuper les fonctions de chef d’État-major particulier du Président de la République (Sénégal).
Le 21 mars 2008, il est nommé ambassadeur  extraordinaire et plénipotentiaire de la République du Sénégal auprès de Mahmoud Ahmadinejad, Président de la République islamique d’Iran.